# Associazione Calcio Femminile Cagliari 1970
Questa voce raccoglie le informazioni riguardanti l'Associazione Calcio Femminile Cagliari nelle competizioni ufficiali della stagione 1970.

## Rosa
Rosa tratta da quotidiani sportivi nazionali.
| N. |                   | Ruolo | Calciatrice                 |
| -- | ----------------- | ----- | --------------------------- |
| 4  | Italia (bandiera) | C     | Myriam Barbarossa (1954)    |
| 12 | Italia (bandiera) | P     | Lucia Cacciuto (1951)       |
| 5  | Italia (bandiera) | C     | Irene Caratzu (1950)        |
| 4  | Italia (bandiera) | C     | Paola Cardia (1952)         |
| 8  | Italia (bandiera) | A     | Luisella Cascu              |
| 10 | Italia (bandiera) | A     | Francesca Castagnini (1947) |
| 6  | Italia (bandiera) | C     | Rita Follese (1952)         |
| 3  | Italia (bandiera) | D     | Roberta Giovannini (1951)   |
| 8  | Italia (bandiera) | A     | Valeria Lombardi            |

| N. |                   | Ruolo | Calciatrice                        |
| -- | ----------------- | ----- | ---------------------------------- |
|    | Italia (bandiera) |       | Annamaria Melas (1955)             |
| 1  | Italia (bandiera) | P     | Rosanna Mura (1947)                |
| 9  | Italia (bandiera) | A     | Giuseppina Portoghese (1950)       |
|    | Italia (bandiera) | D     | Giovanna Puddu (1944)              |
| 2  | Italia (bandiera) | C     | Costantina Sanna (1955) (Capitano) |
|    | Italia (bandiera) | C     | Marilena Sequenza (1955)           |
| 11 | Italia (bandiera) | A     | Maria Ausilia Sovrano (1950)       |
| 7  | Italia (bandiera) | A     | Enrica Zanda                       |